# Koho (langue)
Pour les articles homonymes, voir Koho (homonymie).
Le koho, aussi écrit köho ou kơho, aussi appelé maa ou mà, ou encore srê, est une langue bahnarique méridionale parlée principalement dans le Lâm Đồng au Viêt Nam. Le koho et le maa sont la même langue mais parlées respectivement par les Koho et les Maa considérés ethnologiquement comme deux peuples différents. Le srê est une dialecte du koho.